# جيليان كارنغي
جيليان كارنغي (بالإنجليزية: Gillian Carnegie)‏ هي رسامة بريطانية، ولدت في 1971 في سوفولك في المملكة المتحدة.